# Indiana Seguros
A Indiana Seguros S/A é uma seguradora fundada em 1943 que era controlada majoritariamente por Guilherme Afif Domingos e sua família  com sede em São Paulo, filiais nas principais capitais brasileiras e atuação nacional. A empresa oferece seguros de veículos, imóveis e vida entre outros.
O controle da empresa era da família Afif Domingos com 60% das ações tendo como sócio a Bradesco Seguros com os outros 40% restantes. 
Em outubro de 2007 a Indiana Seguros passou a pertencer ao grupo Liberty International que adquiriu as participações dos Afif e da Bradesco Seguros por valor não revelado  após aprovação do CADE. 